# Decimant
En decimant er en skatteyder, tiendeyder. Ordet kommer af latin for, at man i middelalderen betalte tiende til kirken, herremanden eller kongen.
Kort beskrevet: hvis bondemandens høne lægger 10 æg skal bondemanden aflevere det ene til den han skylder skat.
Det var kun folk der producerede noget som blev betragtet som decimanter. Tjenestefolk kom ikke rigtig med under denne betegnelse, da de ikke tjente noget særligt.
| Historie | Spire Denne historieartikel er en spire som bør udbygges. Du er velkommen til at hjælpe Wikipedia ved at udvide den. |